# メンズクラブ/真夜中の情事
『メンズクラブ/真夜中の情事』（メンズクラブまよなかのじょうじ、英語: The Men's Club）は、1986年に制作されたアメリカ合衆国の映画で、レナード・マイケルズの同名の小説を原作に、ピーター・メダックが監督したドラマ映画。本作には、ロイ・シャイダー、ハーヴェイ・カイテル、フランク・ランジェラ、トリート・ウィリアムズ、デヴィッド・デュークス、リチャード・ジョーダンらが出演した。この映画は特に、カイテルが演じる登場人物ソリー・バーリナーが、マスターベーションをしたことがないと断言する場面で知られている。

## あらすじ
社会的に成功した男たちが集う秘密のクラブで、男たちはもっぱら妻やパートナーとのセックスを話題にしている。そして、それぞれに高級娼婦たちと一夜をともにするのであった。...

## キャスト
- デヴィッド・デュークス - Phillip
- リチャード・ジョーダン - Kramer
- ハーヴェイ・カイテル - Solly Berliner
- フランク・ランジェラ - Harold Canterbury
- ロイ・シャイダー - Cavanaugh
- クレイグ・ワッソン（英語版） - Paul
- トリート・ウィリアムズ - Terry
- ストッカード・チャニング - Nancy
- ジーナ・ギャレゴ（英語版） - Felicia
- シンディ・ピケット（英語版） - Hannah
- グウェン・ウェルズ（英語版） - Redhead
- ペニー・ベイカー - Lake
- レベッカ・ブッシュ (Rebeccah Bush) - Stella
- クローディア・クロン（英語版） - Stacey
- アン・デューセンベリー（英語版） - Page
- マリリン・ジョーンズ (Marilyn Jones) - Allison
- マネット・ラチャンス (Manette LaChance) - Billy
- ジェニファー・ジェイソン・リー - Teensy
- アン・ウェッジワース（英語版） - Jo
- ローリー・アンバート (Laurie Ambert) - Waitress
- ジョーン・フォーリー (Joan Foley) - Nurse
- ケリー・ハヴェラー (Kelly Haverur) - Phoebe
- ヘレン・シェイヴァー （クレジットなし）